# Grammia gelpkey
Grammia gelpkey là một loài bướm đêm thuộc phân họ Arctiinae, họ Erebidae.